# Ян Лет
Ян Лет Агенсен (Хелсингьор, Дания, 20 август 1932 – 6 октомври 2010) е датски художник и скулптор. Прави име като литографски художник, а по-късно става известен със скулптурите си.

## Образование
Официалното обучение на Ян Лет се провежда в Кралската датска академия за изящни изкуства, оглавявана от професор Сьорен Хьорт Нилсен от 1965 до 1969 г. Първата му изложба е през 1961 г. в Kunstnernes For-rudstilling (Пролетната изложба на художниците). Член е на различни художествени групи.

## Изложби
Ян Лет участва в различни самостоятелни и групови изложби, представящи картини, скулптури, рисунки и инсталации в Дания и в чужбина. Той получава много почести и дарения през целия си живот. Датската държава му дава доживотна икономическа субсидия през 1998 г. Негови творби са представени в колекции от галерии в Дания и в международен план.